# Le Clapier de Séville
Pour plus de détails, voir Fiche technique et Distribution.
Le Clapier de Séville (titre original : Rabbit of Seville) est un cartoon Looney Tunes réalisé en 1950 par Chuck Jones, mettant en scène Bugs Bunny et Elmer Fudd sur la musique de l'opéra Le Barbier de Séville par Gioachino Rossini.

## Synopsis
Elmer est en train de poursuivre Bugs, lorsque le lapin se réfugie sur une scène de théâtre où l'on joue Le Barbier de Séville. Elmer a la très grande surprise de se retrouver devant le public lorsque le rideau se lève et que le maître d'orchestre commence à jouer. Bugs arrive déguisé en barbier et entraîne Elmer dans son salon de coiffure. Il étale nonchalamment sur le visage du chasseur un mélange de crème à raser et de bière, puis hache Elmer avec un rasoir. Ce dernier revient, mais armé cette fois. Bugs (alors déguisé en femme) noue le canon du fusil et découpe les bretelles d'Elmer, qui se retrouve en caleçon devant le public. Il tente de tirer mais se retrouve dans le siège à cause du nœud. Bugs étale de la lotion capillaire, masse le crâne d'Elmer, transforme finalement le crâne en un gâteau de mousse, de légumes et de fruits. Le chasseur est alors poursuivi par le rasoir électrique, « charmé » comme un serpent par la flûte de Bugs, avant de se faire assommer avec le siège télescopique en voulant chasser Bugs. Profitant de cette occasion, Bugs cire le crâne d'Elmer, découpe ses chaussures avec un coupe-ongle, pédicure ses ongles puis les peint en rouge. Il rase Elmer avec une mini tondeuse (après lui avoir préalablement aspergé le visage de lotion capillaire), lui met un masque d'argile, burine ce dernier, abuse de quantité de lotion et ajoute de l'engrais qui transforme le crâne chauve d'Elmer en un bouquet de fleurs. S'ensuit une surenchère d'échanges armés entre Bugs et lui (haches, fusils, canons). Bugs épouse finalement Elmer et laisse tomber ce dernier dans le gâteau des « noces de Figaro » ; le lapin annonce alors mécaniquement « Au suivant ! »

## Fiche technique
- Titre : Le Clapier de Séville
- Titre original : Rabbit of Seville
- Réalisation : Chuck Jones
- Scénario : Michael Maltese
- Animateurs : Ken Harris, Emery Hawkins, Phil Monroe, Lloyd Vaughan, Ben Washam
- Montage : Treg Brown
- Musique : Carl W. Stalling
- Son : Treg Brown
- Producteur : Edward Selzer
- Sociétés de production : Warner Bros. Cartoons
- Sociétés de distribution : Warner Bros.
- Pays d'origine :  États-Unis
- Langue : Anglais américain
- Format : Couleur (Technicolor) — 35 mm — 1,37:1 — Son : Mono
- Genre : Film d'animation, Comédie
- Durée : 7 minutes
- Dates de sortie :
  -  États-Unis :  16 décembre 1950

## Distribution

### Voix originales
- Mel Blanc : Bugs Bunny
- Arthur Q. Bryan : Elmer Fudd

### Voix françaises
- Gérard Surugue : Bugs Bunny